# Jesús Málaga
Jesús Málaga Guerrero (Abadía, Cáceres, 1945) es un médico y político español.

## Biografía
Nacido en 1945 en el municipio de Abadía (Cáceres), en 1946 se trasladó con su familia a Salamanca. En las elecciones municipales de 1979 fue cabeza de lista del PSOE. Pese a perder las elecciones, se hizo con la alcaldía gracias al apoyo de su partido y del PCE. En las de 1983 ganó por mayoría absoluta y formó un gobierno del PSOE en solitario. En las elecciones municipales de 1987 perdió las elecciones y consecuentemente la alcaldía y fue sustituido por el popular Fernando Fernández de Trocóniz. En las elecciones municipales de 1991, pese a haber perdido las elecciones de nuevo, y tal y como sucediera en 1979, presentó una moción de censura contra el alcalde reelecto, Fernando Fernández, y recuperó la alcaldía de Salamanca gracias al apoyo del PSOE, del PCE y de CDS. Ocupó el cargo hasta 1995, año en que de nuevo perdió las elecciones y fue sustituido por Julián Lanzarote. Posteriormente, en la década de 2000 fue subdelegado del Gobierno en la provincia de Salamanca durante los periodos en los que miembros del PSOE ocuparon la presidencia del Gobierno.
En lo laboral, es médico de profesión y ha sido profesor de logopedia en la Universidad Pontificia de Salamanca.